# アメリカナデシコ
アメリカナデシコ（亜米利加撫子、Dianthus barbatus）は、花びらがヒゲに似ていることから別名ヒゲナデシコ（髭撫子）あるいはビジョナデシコ（美女撫子）とも呼ばれるナデシコ科ナデシコ属の草本植物。ヨーロッパの主にバルカン半島、ロシア西部などに自生する。

## 概要
苞の先端が長いひげのように伸びているので、ヒゲナデシコともいい、2cmほどの小さな花が枝の先端に十数輪咲く。多年草であるが、初夏に播種し翌春に開花させることができるため、一年草として扱われることもある。
日本では大正時代から暖地で切り花栽培が始まった。ヨーロッパに自生しアメリカには自生していないことから、本種が最初にアメリカ経由で日本に導入されたものと考えられている。
高性種は草丈 40 - 60 cm となり、主に切り花用に栽培され一部は花壇にも植栽される。わい性種は草丈 15 - 20 cm 、花壇用に栽培される。
在来種（一般種）は一定の大きさに生長した枝が、低温に遭遇してから開花する。これに対し、低温に遭遇する必要が無い品種群があり、これを四季咲き性の品種として区別している。

## 栽培
高温多湿が苦手で、日当たりと水はけの良い場所を好む。種や苗で流通しており、主な開花期は春から初夏。環境に合えば周年咲く四季咲きタイプもある。
発芽適温は20℃前後。寒さにあたることによって花芽が形成されるため、温暖地では秋まき、寒冷地では春まきが一般的。発芽には光が必要な性質のため、種蒔き後の覆土は薄くし、土を乾燥させないようにしながら発芽を待つ。草丈が高い高性種は、春先に摘心すると側枝が伸びて花数が多くなる。

切り花として楽しむことができ、花持ちが良いため流通もしている。増やしたい場合、挿し木と種で増やすことができる。